# Pyrenopeziza lycopsidis Rehm var. lythri
Pyrenopeziza lycopsidis Rehm var. lythri är en svampart som tillhör divisionen sporsäcksvampar, och som beskrevs av Rehm. Pyrenopeziza lycopsidis Rehm var. lythri ingår i släktet Pyrenopeziza, och familjen Dermateaceae. Arten är reproducerande i Sverige.